# Rubus bohemopolonicus
Rubus bohemopolonicus (або Rubus bohemo-polonicus) — вид квіткових рослин з родини трояндових (Rosaceae). Ареал: Польща, Чехія.
Він близький до R. radula, від якого відрізняється голими стеблами та білими пелюстками.
Лісовий вид, поширений у соснових лісах, висаджених на раніше оброблених землях, на досить бідних ґрунтах, де інші ожини зустрічаються рідко.